# ليين هانج
ليين هانج (بالصينية: 熊黛林) هي عارضة وممثلة صينية، ولدت في 10 أكتوبر 1980 بنانجينغ في الصين.

## أعمال

### أفلام
- (2008) ييب مان

## وصلات خارجية
- ليين هانج على موقع IMDb (الإنجليزية)
- ليين هانج على موقع ألو سيني (الفرنسية)
- ليين هانج على موقع أول موفي (الإنجليزية)
- ليين هانج على موقع قاعدة بيانات الفيلم (الإنجليزية)
- ليين هانج على موقع كينوبويسك (الروسية)